# Dodge Motor Car Company
Dodge Motor Car Company war ein US-amerikanischer Hersteller von Automobilen.

## Unternehmensgeschichte
Alvan M. Dodge hatte bei der Wahl Motor Company bereits Erfahrungen im Automobilbau gesammelt. Im Februar 1914 gründete er zusammen mit Edwin Herzog, J. Mayor Leman und E. O. Millay das Unternehmen. Der Sitz war in Detroit in Michigan. Die Produktion von Automobilen begann, die als Dodge vermarktet wurden. Im Sommer 1914 wurde ein Fahrzeug auf der Michigan State Fair ausgestellt. Dort wurde bekannt, dass mit Dodge ein jüngeres Unternehmen aus der gleichen Stadt den gleichen Markennamen verwendete. Im August zog Alvan Dodge deshalb vor Gericht. Erst im Januar 1916 wurde ein Urteil gefällt. Es fiel gegen Alvan Dodge aus. Die Produktion hatte bereits 1914 nach wenigen Monaten geendet. Nur wenige Fahrzeuge wurden hergestellt.

## Fahrzeuge
Im Angebot stand nur ein Modell. Ein Vierzylindermotor mit 25 PS Leistung trieb über ein Friktionsgetriebe und zwei Ketten die Hinterachse an. Das Fahrgestell hatte 259 cm Radstand und die für Amerika übliche Spurweite von 142 cm. Ein Roadster wurde für 495 US-Dollar angeboten und ein Tourenwagen für 595 Dollar.